# Zezé Moreira
Alfredo Moreira Júnior, genannt Zezé Moreira, (* 16. Oktober 1907 in Miracema, RJ; † 10. April 1998 in Rio de Janeiro) war ein brasilianischer Fußballspieler und ‑trainer. Er war von 1954 bis 1955 Trainer des brasilianischen Nationalteams.

## Karriere
Er trainierte u. a. mehrmals die brasilianische Nationalmannschaft. Mit dieser gewann er die Panamerikanische Fußballmeisterschaft 1952. Bei der Fußball-Weltmeisterschaft 1954 erreichte er mit der Mannschaft die Finalrunde. Hier scheiterte diese im Viertelfinale gegen den späteren Vize-Weltmeister Ungarn. Dieses Spiel ging als Schlacht von Bern in die WM-Geschichte ein, bei dem drei Spieler rote Karten erhielten und es anschließend noch zur Stürmung der Kabine der Ungarn durch die Brasilianer kam.
Zezé Moreira entwickelte 1951 die Raumdeckung und führte den Fluminense FC mit diesem System zur Staatsmeisterschaft desselben Jahres. Trotzdem sollte sich einstweilen das zeitgleich von Martim Francisco bei Villa Nova AC in Minas Gerais entwickelte 4-2-4 durchsetzten mit dem Brasilien schließlich 1958 seinen ersten Weltmeisterschaftstitel gewann.

## Erfolge

### Als Spieler
Flamengo
- Staatsmeisterschaft von Rio de Janeiro: 1925, 1927

Palestra Itália
- Staatsmeisterschaft von São Paulo: 1934

Botafogo
- Torneio Início do Campeonato Carioca: 1938

### Als Trainer
Nationalmannschaft
- Panamerikanische Fußballmeisterschaft: 1952

Botafogo
- Staatsmeisterschaft von Rio de Janeiro: 1948

Fluminense
- Staatsmeisterschaft von Rio de Janeiro: 1951, 1959
- Copa Rio: 1952
- Torneio Rio-São Paulo: 1960

Vasco da Gama
- Taça Guanabara: 1965
- Torneio Rio-São Paulo: 1966

São Paulo
- Staatsmeisterschaft von São Paulo: 1970

Cruzeiro
- Staatsmeisterschaft von Minas Gerais: 1975
- Copa Libertadores: 1976

Bahia
- Staatsmeisterschaft von Bahia: 1978, 1979

Nacional
- Fußballmeister in Uruguay: 1963, 1969